# Jean Iliopoulos
Jean Iliopoulos, né en 1940 à Kalamata, est un physicien franco-grec.

## Biographie
Diplômé de l'École polytechnique d'Athènes en 1962, il se spécialise dans la physique théorique des hautes énergies et la physique des particules. Il est l'un des pionniers de la supersymétrie (c.f. terme de Fayet-Iliopoulos (en)).
En 1987, il reçoit le prestigieux prix JJ Sakurai.
Il est l'un des fondateurs, à l'École normale supérieure, du Laboratoire de physique théorique (LPTENS), qu'il dirige de 1991 à 1995 et de 1998 à 2002.
Jean Iliopoulos est membre de l'Académie des sciences depuis 2002.
En 2007, il obtient le prix Dirac pour sa prédiction (avec Sheldon Glashow et Luciano Maiani) du quark charme.

## Travaux scientifiques
Jean Iliopoulos est un spécialiste de la physique théorique des hautes énergies et de la physique des particules élémentaires. En 1970, en collaboration avec S.L. Glashow et L. Maïani, il a introduit le mécanisme dit de « GIM » (du nom des trois auteurs) qui est un élément essentiel de la Théorie des Interactions Fondamentales connue sous le nom de « Modèle Standard ». Ce mécanisme postule l’existence d’une nouvelle particule élémentaire, le quark « charmé », prédiction qui fut confirmée par l’expérience. En 1972, en collaboration avec Claude Bouchiat et Philippe Meyer, il a démontré que la cohérence mathématique du Modèle Standard nécessite une symétrie entre les constituants élémentaires de la matière, à savoir les quarks (qui forment les hadrons tels que le proton et le neutron) et les leptons (tels que l’électron, le muon et les neutrinos). Cette symétrie est aussi vérifiée expérimentalement.
Jean Iliopoulos a été l’un des pionniers de la supersymétrie, cette symétrie hypothétique qui relie fermions et bosons. Il a montré qu’elle possède des propriétés remarquables de convergence et, en collaboration avec P. Fayet, il a proposé un mécanisme qui conduit à sa brisure spontanée. Il a aussi étudié certains aspects de la théorie quantique de la gravitation ainsi que des propriétés mathématiques des théories invariantes de jauge formulées dans un espace à géométrie non commutative.

## Publications les plus significatives
- (en) Sheldon Lee Glashow, Jean Iliopoulos et Luciano Maïani, « Weak interactions with Lepton-Hadron symmetry », Physical Review D, vol. 2,‎ 1970, p. 1285-1292
- (en) Claude Bouchiat, Jean Iliopoulos et Philippe Meyer, « An anomaly free version of Weinberg’s model », Physics Letters B, vol. 38,‎ 1972, p. 519-523
- (en) Jean Iliopoulos et Bruno Zumino, « Broken supergauge symmetry and renormalization », Nuclear Physics B, vol. 76,‎ 1974, p. 310-332
- (en) Pierre Fayet et Jean Iliopoulos, « Spontaneously broken supergauge symmetries and goldstone spinors », Physics Letters B, vol. 51,‎ septembre 1974, p. 461-464
- (en) Ignatios Antoniadis, Jean Iliopoulos et Theodore N. Tomaras, « Quantum instability of de Sitter space », Physical Review Letters, vol. 56,‎ 1986, p. 1319-1332
- (en) Emmanouil G. Floratos, Jean Iliopoulos et Theodore N. Tomaras, « Tree level scattering amplitudes in de Sitter space diverge », Physics Letters B, vol. 197,‎ 1987, p. 373-378
- (en) Emmanouil G. Floratos, Jean Iliopoulos et George Tiktopoulos, « A note on SU(∞) classical Yang-Mills theory », Physics Letters B, vol. 217,‎ 1989, p. 285-288
- (en) Emmanouil G. Floratos et Jean Iliopoulos, « Gauge theories and non-commutative geometry », Physics Letters B, vol. 632,‎ 2006, p. 566-578
- Jean Iliopoulos (préf. François Englert), Aux origines de la masse : Particules élémentaires et symétries fondamentales, EDP Sciences, coll. « Une introduction à », 2015 (EAN 978-2759811588)
- (en) Laurent Baulieu, Jean Iliopoulos et Roland Sénéor, From Classical to Quantum Fields, Oxford University Press, 2017 (EAN 978-0198788393)

## Honneurs et distinctions
- Prix Langevin, Société française de physique (1978)
- Grand Prix Jean Ricard, Société française de physique (1984)
- Prix J.J. Sakurai, Société américaine de physique (1986)
- Membre de l'Académie des sciences[6]
- Grand Prix Bodossaki (Grèce, 2002)
- Médaille Matteucci, Accademia Nazionale delle Scienze, Italie (2006)
- Médaille Dirac, ICTP (2007)
- Prix de la Physique des Hautes Énergies, Société Européenne de Physique (2011)
- Prix des Trois Physiciens, ENS (2013)
- Docteur honoris causa des Universités de Crète (1999), Ioannina (2002), Athènes (2002), Patras (2004), Ecole Polytechnique d’Athènes (2017)-